# فتوية
 فتویه  (بالفارسية: دهستان فتویه ) قرية كبيرة تتبع لـالبلدة المركزية (بالفارسية: بخش مركزى ) من توابع مدينة بستك وتقع في محافظة هرمزغان في جنوب إيران. وتبعد عن مركز المدينة (بستک) 24 كيلومتراً، وتقع على جانب الغربي من الطريق الرئيسي الذي يربط مدينة بستك بــ مدينة لار.

## حدود فتویه
حدود فتویه: من الشمال: طريق مدينة لار، « بستک»، ومن الجنوب « جبل گاه‌بست »، ومن الغرب « برکة آخوند » وقرية انوه، ومن الشرق تنتهي بـقرية شيخ حضور.

## السكان
يبلغ عدد سكان هذه القرية حسب تعداد السكان لعام 2006 للميلاد، (7497) نسمه من أهل السنة والجماعة وعلى المذهب الشافعي. يتكلمون الفارسية باللهجة المحلية، لهم
مسجد، ولهم مدارس ابتدائية، والاعدادية والثانوية، وعيادة صحية صغيرة، وشبكة المياه الكهرباء والهاتف، وعدة برك لحفظ مياه الأمطار. وكذلك بها شركة تعاونية لبيع المواد الغذائية، في الشمال القرية أسفل الجبل يوبد عين ماء كبريتية يستخدم ميائها لعلاج الروماتيزم وبعض الأمراض، كأمراض الجلدية وغيره.
كذلك بها مزارع النخيل وأراضي شاسعة لزارعة القمح والشعير، وكذلك في أسفل القرية توجد بركة كبيرة مملوء بالماء تسمى (بركة آخوند)، من أشهر الثمار النخيل عندهم تمر يسمى (خواصوئی).

## وصلات خارجية
- التقسيمات الادارية لمحافظة هرمزغان